# Tramwaje w Lipiecku
Tramwaje w Lipiecku − system komunikacji tramwajowej działający w rosyjskim mieście Lipieck. 

## Historia
Tramwaje w Lipiecku uruchomiono 7 listopada 1947 r. na trasie ŁTZ ↔ Spirtzawod o długości 4,7 km. Linia była jednotorowa. Pierwszą zajezdnię wybudowano w 1950 r. W kolejnych latach rozbudowywano sieć tramwajową, a w 1982 r. wybudowano drugą zajezdnię. W latach 1985–1987 wybudowano linię przez most Październikowy do Traktorozawodskogo. W 2002 zlikwidowano jedną z dwóch zajezdni. W latach 2003–2005 zlikwidowano linie tramwajowe w ścisłym centrum miasta, między innymi linię do dworca kolejowego oraz przez śródmiejski most. 

## Linie tramwajowe
W 2018 r. w Lipiecku działało 5 linii tramwajowych:
| Linia | Trasa                                    |
| ----- | ---------------------------------------- |
| 1     | Centralnyj rynok ↔ Domiennaja piecz nr 6 |
| 5     | Kolco 9 mikrorajona ↔ Stan 2000          |
| 5a    | ul. Czechowa ↔ Stan 2000                 |
| 5k    | NŁMK ↔ Stan 2000                         |
| 15    | ul. Czechowa ↔ Domiennaja piecz nr 6     |

## Tabor
Na pierwszej linii w 1947 kursowały tramwaje typu Ch (wagony silnikowe) i wagony doczepne M. W lipcu 2018 r. eksploatowano następujące typy tramwajów:
| Zdjęcie        | Typ            | Liczba |
| -------------- | -------------- | ------ |
|                | Tatra T6B5     | 20     |
|                | KTM-5          | 12     |
|                | KTM-5A         | 11     |
| Łączna liczba: | Łączna liczba: | 43     |

Tabor techniczny składał się z 7 wagonów.